# Dahira
Dahira là một chi bướm đêm thuộc họ Sphingidae.

## Các loài
- Dahira bruno - (Bryk, 1944)
- Dahira falcata - (Hayes, 1963)
- Dahira hoenei - (Mell, 1937)
- Dahira jitkae - Haxaire & Melichar, 2007
- Dahira kitchingi - (Brechlin, 2000)
- Dahira klaudiae - Brechlin, Melichar & Haxaire, 2006
- Dahira marisae - Schnitzler & Stüning, 2009
- Dahira nili - Brechlin, 2006
- Dahira niphaphylla - (Joicey & Kaye, 1917)
- Dahira obliquifascia - (Hampson, 1910)
- Dahira pinratanai - (Cadiou, 1991)
- Dahira plutenkoi - (Brechlin, 2002)
- Dahira rebeccae - (Hogenes & Treadaway, 1999)
- Dahira rubiginosa - Moore, 1888
- Dahira svetsinjaevae - Brechlin, 2006
- Dahira taiwana - (Brechlin, 1998)
- Dahira tridens - (Oberthür, 1904)
- Dahira uljanae - Brechlin & Melichar, 2006
- Dahira viksinjaevi - Brechlin, 2006
- Dahira yunlongensis - (Brechlin, 2000)
- Dahira yunnanfuana - (Clark, 1925)